# Lingua dei segni neozelandese
La lingua dei segni neozelandese o NZSL (in māori Te Reo Rotarota) è una lingua dei segni utilizzata in Nuova Zelanda.

## Distribuzione geografica
Secondo i dati del censimento neozelandese del 2006, le persone in grado di utilizzare la lingua dei segni neozelandese sono 24.090.

### Lingua ufficiale
La lingua dei segni neozelandese è una delle  lingue ufficiali della Nuova Zelanda.

## Storia
La lingua dei segni neozelandesi si è sviluppata nelle comunità dei sordi in Nuova Zelanda a partire dal XIX secolo. La lingua segnica attuale è affine alla lingua dei segni britannica e alla lingua dei segni australiana.